# Vila La Petraia
Villa La Petraia je ena izmed Medičejskih vil v Castellu, Firence v Toskani v osrednji Italiji. Ima prepoznaven belvedere iz 19. stoletja na zgornji vzhodni terasi na osi s pogledom na Firence.

## Zgodovina
Leta 1364 je 'palača' Petraia pripadala družini Brunelleschi, dokler je leta 1422 ni kupila in razširila z nakupom okoliškega zemljišča družina Strozzi.
V prvi polovici 16. stoletja je vila postala last Salutatija, ki je nato vilo leta 1544 prodal Cosimu I. de' Medici, ki jo je leta 1568 podaril svojemu sinu, kardinalu Ferdinandu.
Potem je bila od leta 1588 desetletje prostor obsežnih izkopavanj, ki so pretvorile 'kamnito' naravo kraja (od tod tudi ime Petraia, polno kamenja) v dramatično zaporedje teras, v katerih prevladuje masivna glavna stavba.
Potem ko so Medici leta 1737 izumrli, je vila prišla v posest družine Habsburško-Lotarinških in z združitvijo Italije v Savojsko hišo. Danes je vila muzej in je ena najbolj znanih Medičejskih vil.
Tradicionalno jo pripisujejo Bernardu Buontalentiju, čeprav je edina dokumentirana gotovost prisotnost na mestu Raphaela Pagnija.

## Vila
Buontalenti je ustvaril pravokotno dvonadstropno stavbo, ki vključuje stari obrambni stolp. Kot razgledni stolp se vije nad vilo. Stavba zapira kvadratno notranje dvorišče, ki je bilo pod kraljem Viktorjem Emanuelom II. zaščiteno s stekleno streho. Dve stranski krili imata dvonadstropne lože. Stene je med letoma 1636 in 1648 poslikal Volterrano. To so zgodovinske slike, ki prikazujejo pomembne faze v življenju Medičejcev.

## Vrt
Vrt je Niccolò Tribolo postavil kot pobočni vrt s tremi terasami v slogu Giardino all'italiana. Prvotni videz je prikazan na sliki Giusta Utensa, ki je nastala okoli leta 1600. Terasa pred vilo še vedno približno ustreza tej zasnovi. Vodnjak, ki ga je tudi ustvaril  Tribolo, je prvotno stal v bližnji vili Castello. Fontana Venus Fiorenza Giovannija da Bologne, je bila odstranjena in je razstavljena v vili.
V času lastništva Lotaringov je bil po načrtu boemskega vrtnarja Josepha Frietscha na severni strani, za vilo, postavljen angleški krajinski park.

## Slike Giusta Utensa
Leta 2014 je bila odprta nova stalna galerija v vili Petraia Medici, na kateri je razstavljenih 14 ohranjenih slik Medičejskih vil avtorja Giusta Utensa (prej jih je imel Museo di Firenze com'era).